# Nerea Pena
Nerea Pena Abaurrea (* 13. Dezember 1989 in Pamplona) ist eine spanische Handballtrainerin, die bis 2024 als Handballspielerin auf der Spielposition Rückraum Mitte aktiv war.

## Vereinskarriere
Nerea Pena spielte in ihrer Heimat beim SD Itxako, mit dem sie 2009 den EHF-Pokal gewann und 2009, 2010, 2011 und 2012 spanische Meisterin wurde, und für den sie auch in der EHF Champions League auflief. Ab 2012 stand die 1,75 Meter große Rückraumspielerin beim ungarischen Klub Ferencvárosi TC unter Vertrag. Mit Ferencvárosi gewann sie 2015 die ungarische Meisterschaft sowie 2017 den ungarischen Pokal. Im Sommer 2019 wechselte sie zum Ligakonkurrenten Siófok KC. Im November 2020 schloss sie sich dem dänischen Erstligisten Team Esbjerg an. Seit der Saison 2021/22 steht sie beim norwegischen Erstligisten Vipers Kristiansand unter Vertrag. Mit den Vipers gewann sie 2022 und 2023 die norwegische Meisterschaft und 2022 die EHF Champions League. Aufgrund einer Knieoperation im Februar 2022 pausierte sie. Zu Beginn der Saison 2022/23 lief sie wieder für die Vipers auf. Da Pena jedoch die Spiele nicht schmerzfrei absolvieren konnte, musste sie erneut operiert werden. Nach der Saison 2022/23 verließ sie die Vipers.
Im März 2024 erklärte sie ihren Rückzug vom professionellen Handball.

## Auswahlmannschaften
Pena gehörte zum Kader der spanischen Nationalmannschaft.
Für die spanische Jugendauswahl, für die sie von April 2004 bis März 2005 auflief, erzielte sie in 16 Spielen 18 Tore. Von November 2006 bis August 2008 stand sie in 43 Spielen für die Juniorinnen Spaniens auf dem Platz und warf 181 Tore.
Mit Spaniens A-Auswahl nahm sie an den Weltmeisterschaften 2011 und 2013 teil, sowie an den Europameisterschaften 2010, 2012 und 2014. Dabei gewann sie 2011 die Bronze- und 2014 die Silbermedaille und wurde beim Turnier 2010 ins All-Star-Team gewählt. Sie nahm an den Olympischen Spielen 2016 in Rio de Janeiro teil. Bei der Weltmeisterschaft 2019 gewann sie mit der spanischen Auswahl die Silbermedaille. Mit der spanischen Auswahl nahm sie an den Olympischen Spielen in Tokio teil.
Von Oktober 2008 bis August 2021 stand sie in 176 Länderspielen für Spanien auf dem Platz und warf darin 595 Tore.

## Handballtrainerin
Als Handballtrainerin begann sie im Jahr 2025 bei Szent István SE in der zweiten ungarischen Liga.